# Angela (film, 1973)
Pour les articles homonymes, voir Angela.
Pour plus de détails, voir Fiche technique et Distribution.
Angela (Love Comes Quietly) est un drame psychologique belgo-néerlandais réalisé par Nikolai van der Heyde, sorti en 1973.

## Synopsis
Dans les années 1930, un Américain revient dans son village natal des Pays-Bas.

## Fiche technique
- Titre français : Angela[1]
- Titre original : Love Comes Quietly
- Réalisation : Nikolai van der Heyde
- Scénario : André Kuyten et Nikolai van der Heyde
- Musique : Georges Delerue
- Photographie : Jörgen Persson
- Montage : August Verschueren
- Production : Henk Bos et André Thomas
- Société de production : Maggan et Spiralfilm
- Pays de production :  Pays-Bas et  Belgique
- Genre : Drame psychologique et historique
- Durée : 113 minutes
- Dates de sortie : 
  - Allemagne de l'Ouest : juin 1973 (Berlinale 1973)
  - Pays-Bas : 6 septembre 1975
  - France : 14 février 1979[1]

## Distribution
- Sandy van der Linden : Harm-Wouter
- Barbara Hershey : Angela
- Ralph Meeker : Ben Hoeksema
- Ward de Ravet : Menno Dijkstra
- Kitty Janssen : Louise Dijkstra
- Onno Molenkamp : le vicaire Dominee de Vries
- Frans Mulder : Wiebke
- Fanny Winkler : Geesje
- Hanneke Reijnders : Renske de Vries
- Romain Deconinck : Waard Meindersma
- Geert Thijssens : Jensen

## Distinctions
Le film a été présenté en sélection officielle en compétition lors de la Berlinale 1973.